# Meerhoutse Watermolen
De Meerhoutse Watermolen is een watermolen op de Grote Nete die zich bevindt aan de Watermolen 7 te Meerhout, nabij de Molenstraat.
In 741 zou er in deze buurt al een watermolen hebben gestaan, en wel op de nabijgelegen Creyndertloop. De bronnen hieromtrent zijn twijfelachtig, daar het overgeschreven documenten betreft.
In 1324 werd een houten watermolen op de huidige plaats gebouwd en men sprak in dit verband van Ter Nuwermolen (nieuwe molen). Het huidige, stenen, gebouw stamt uit 1678. Het was een dubbele molen: het ene gedeelte huisvestte een korenmolen en het andere gedeelte werd als oliemolen en schorsmolen gebruikt. Kort na de Eerste Wereldoorlog heeft de molen nog elektriciteit opgewekt voor het centrum van Meerhout. In 1928 vestigde de toenmalige eigenaar een diamantslijperij in het molengebouw, maar de korenmolen bleef in bedrijf tot 1970. Toen werd het spaarbekken afgesloten en het sluiswerk gesloopt. Het stalen rad met houten schoepen is nog aanwezig. Er is in 2005 een vistrap aangelegd om het hoogteverschil van 1,75 meter te overbruggen. Hierdoor krijgt de molen wél minder water. De diamantslijperij werd verbouwd tot wasserij. In 1981 werd de molen gerestaureerd. Het molenhuis werd ingericht tot een café, waarin zich nog de overbrenging naar de maalinrichting bevindt. Op de eerste verdieping van het molenhuis is de maalinrichting intact gebleven. De oude wasserij, van recenter datum, verkeert in een vervallen staat maar er zijn plannen uit 2003 van architect Peter Masselink om deze als bezoekerscentrum in te richten.
Vanuit de watermolen zijn rondwandelingen uitgezet die onder meer langs de Grote Nete voeren. Het gebied behoort bij het natuurgebied Grote Netewoud.

## Galerij

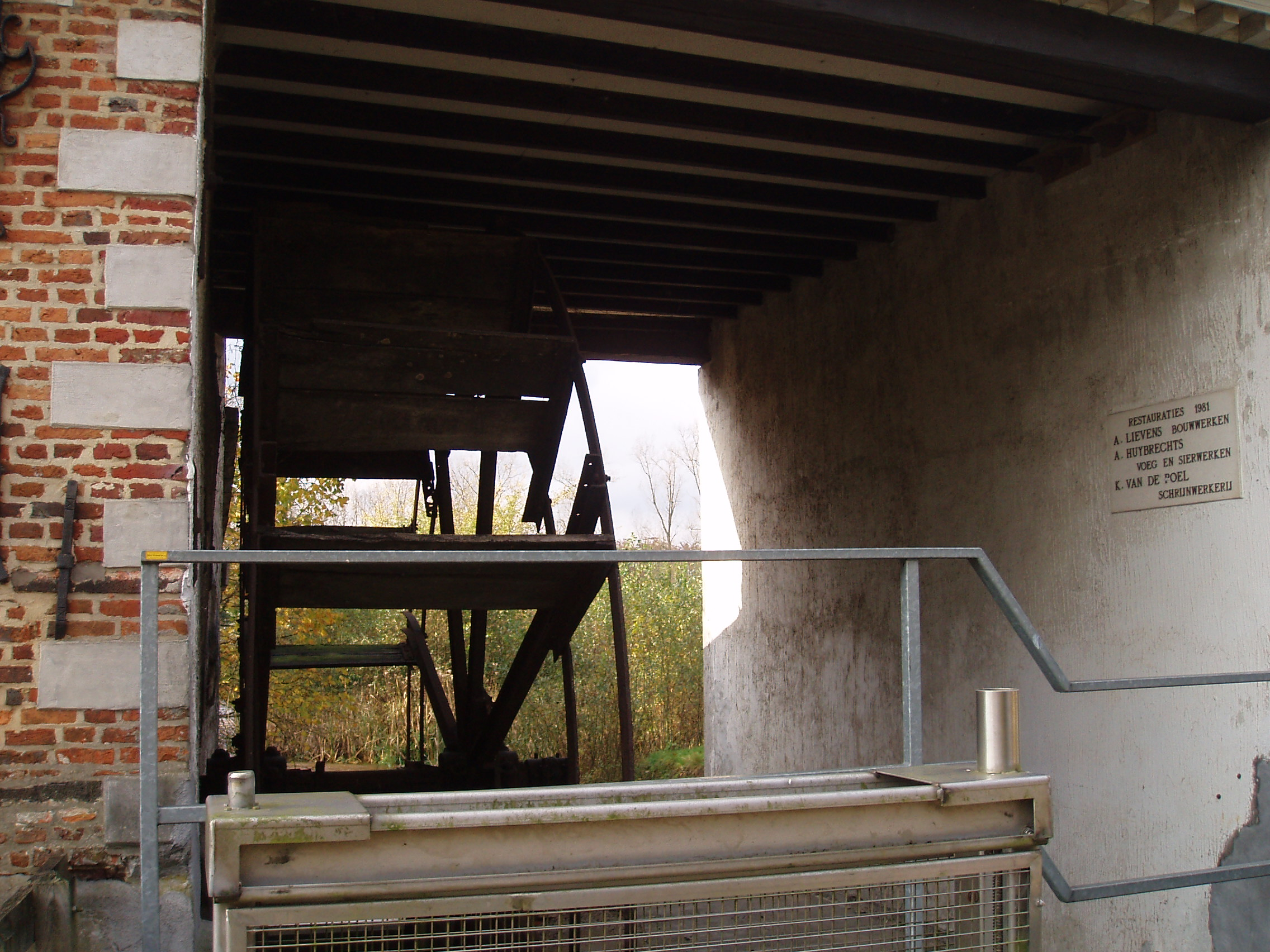
Rad van de watermolen
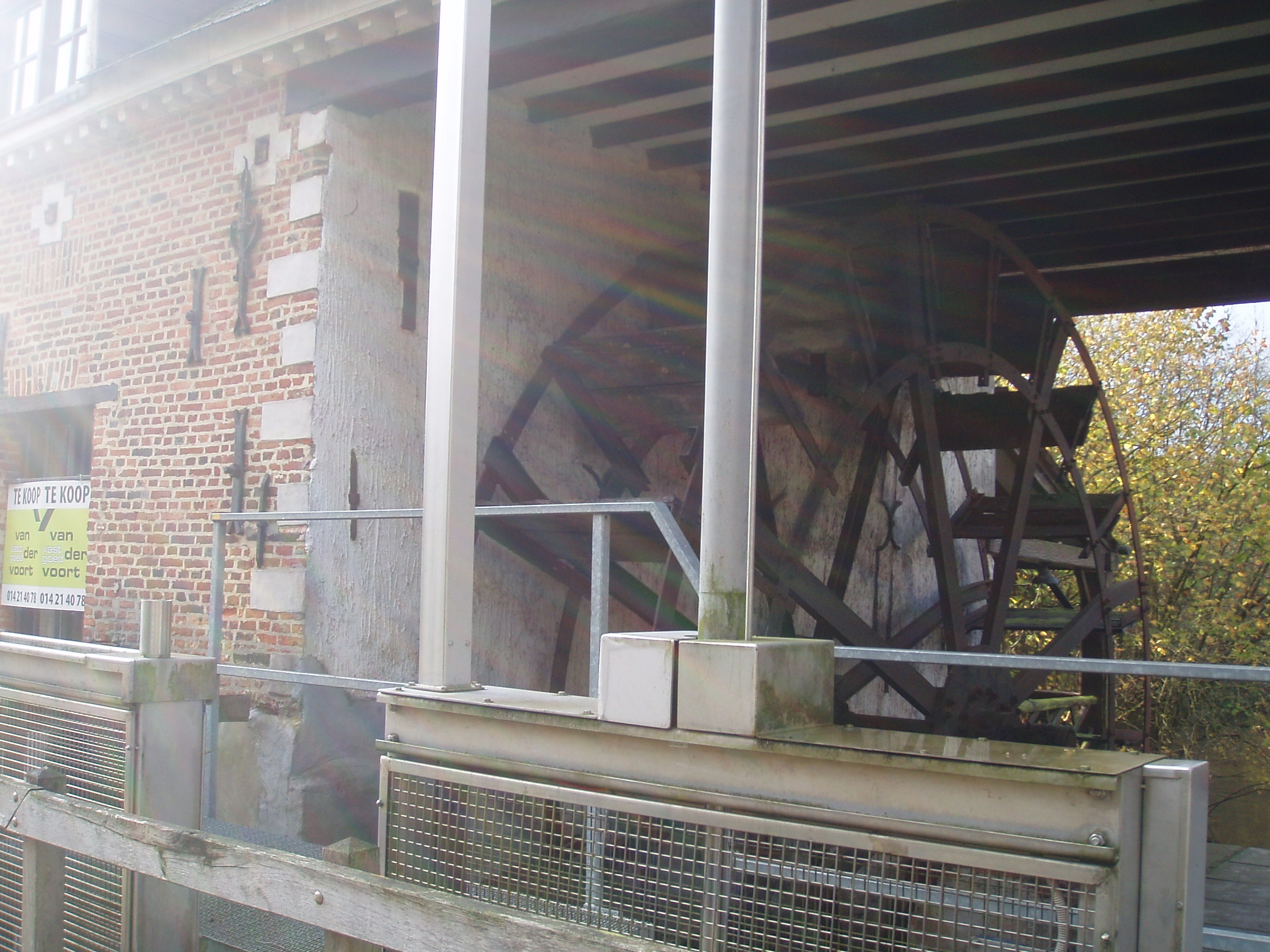
Rad aan de molenzijde
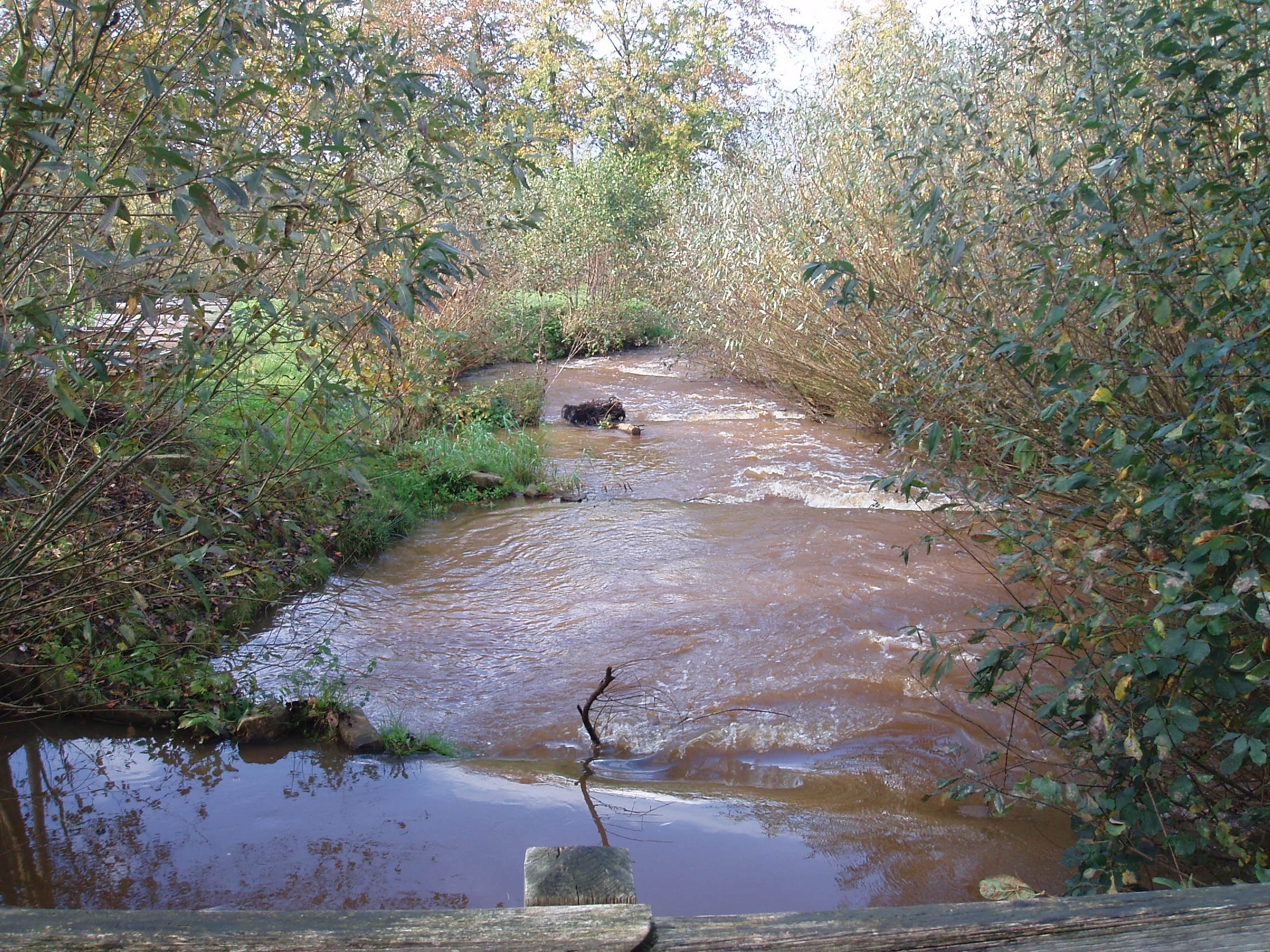
Vistrap bij de watermolen

## Externe bron
- Molenecho's
- Watermolen op de Inventaris Onroerend Erfgoed

- Inventaris van het Bouwkundig Erfgoed (Vlaanderen): 52602